# Onslaught (gruppo musicale)
Gli Onslaught sono una band speed/thrash metal di Bristol, Regno Unito, nata nel 1983 e scioltasi una prima volta nel 1991, nel 2004 il gruppo si è riformato con la formazione storica eccetto per quanto riguarda uno dei due chitarristi.

## Storia

### Gli inizi

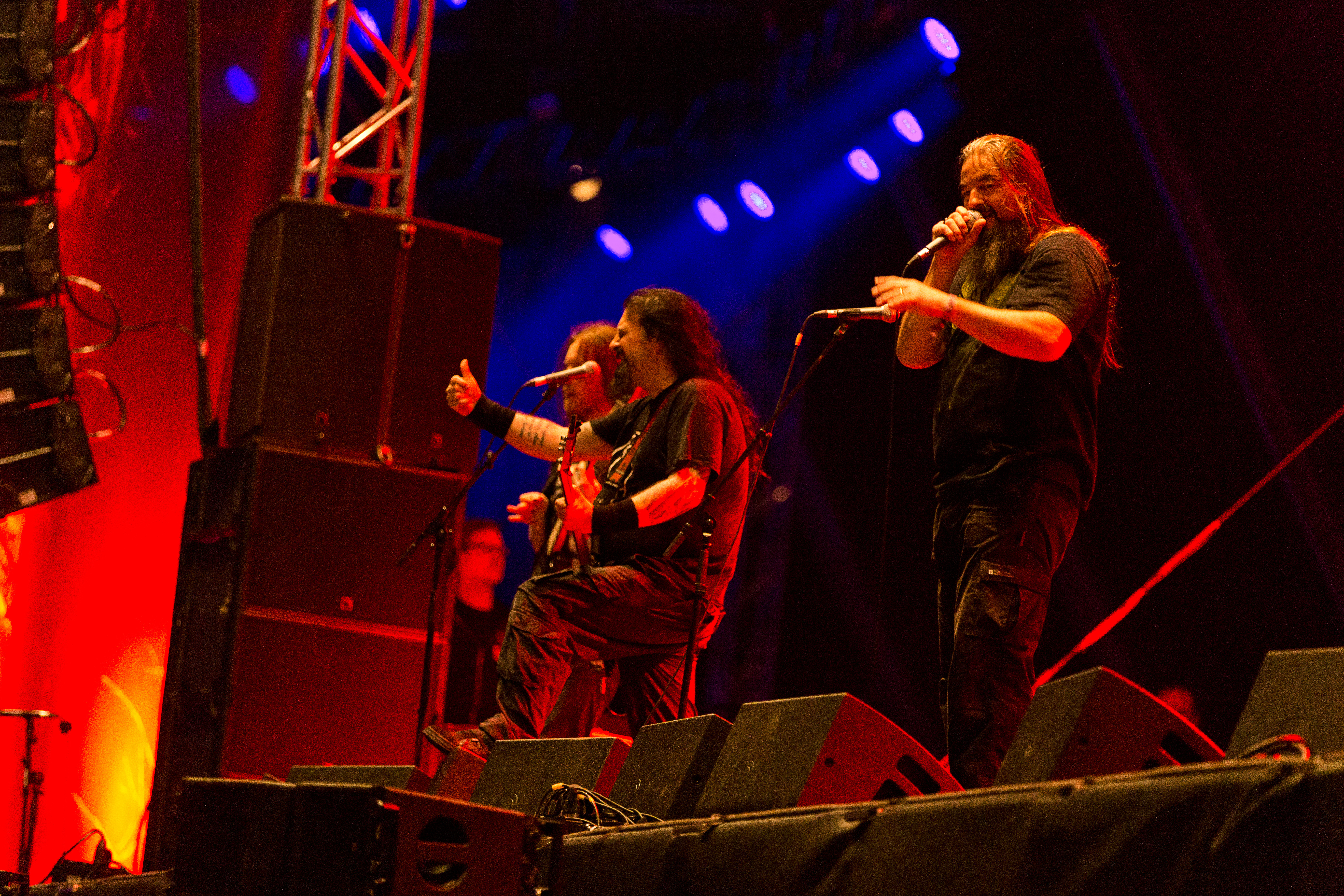
Gli Onslaught al Rockharz Open Air 2016

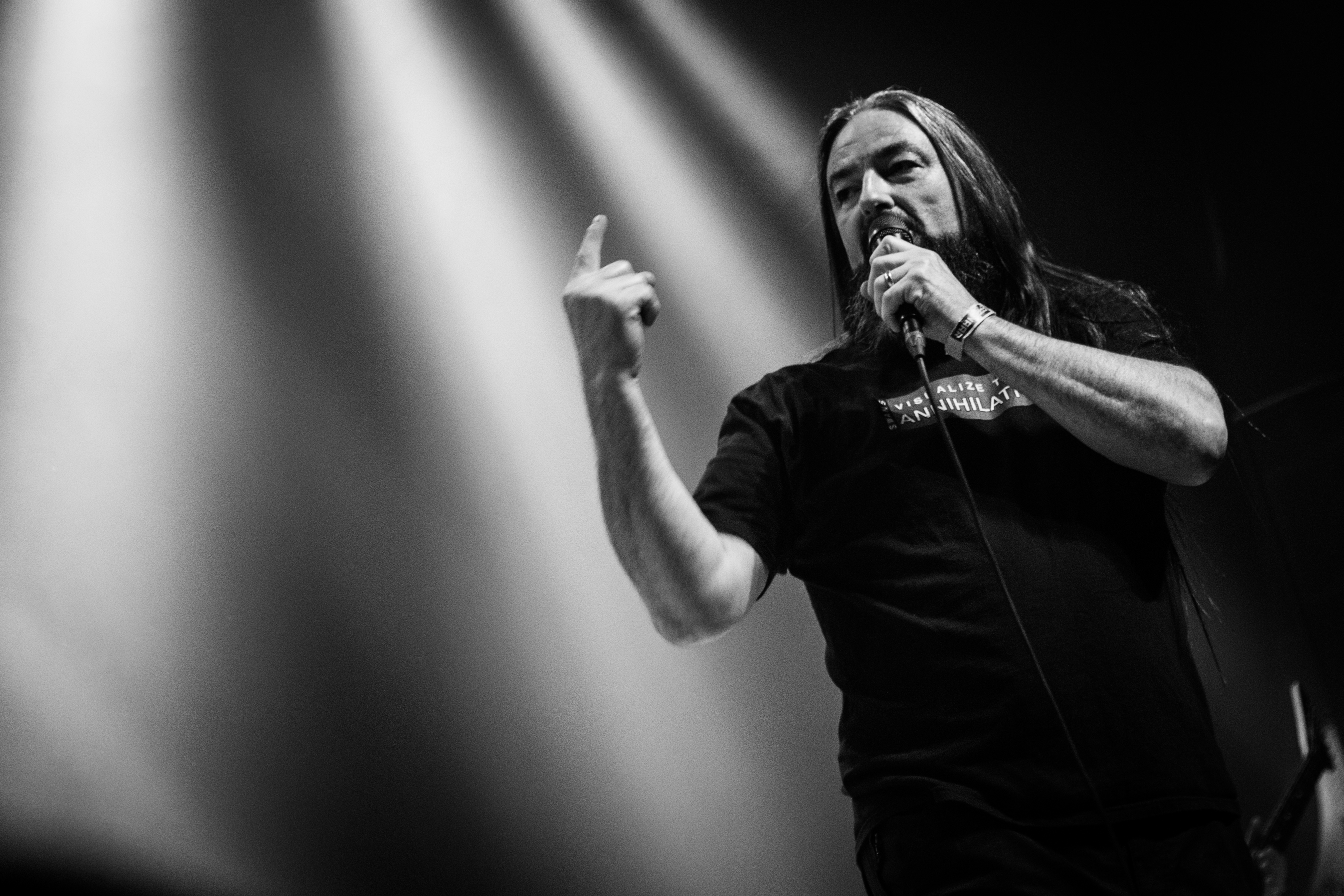
Simon Keeler all'Eindhoven Metal Meeting 2015

Gli Onslaught si formarono a Bristol nel 1983, dal bassista Nige Rockett e dal chitarrista Paul Hill.
Assoldato il cantante Jase Papa ed il batterista Steve Grice iniziarono la registrazione del loro primo demo pubblicato nello stesso anno.
Jase Papa e Paul Hill furono presto sostituiti rispettivamente da Roge Davies e Paul Davis e con questa formazione registrarono l'EP What Lies Ahead sempre nel 1983.

### Power from Hell

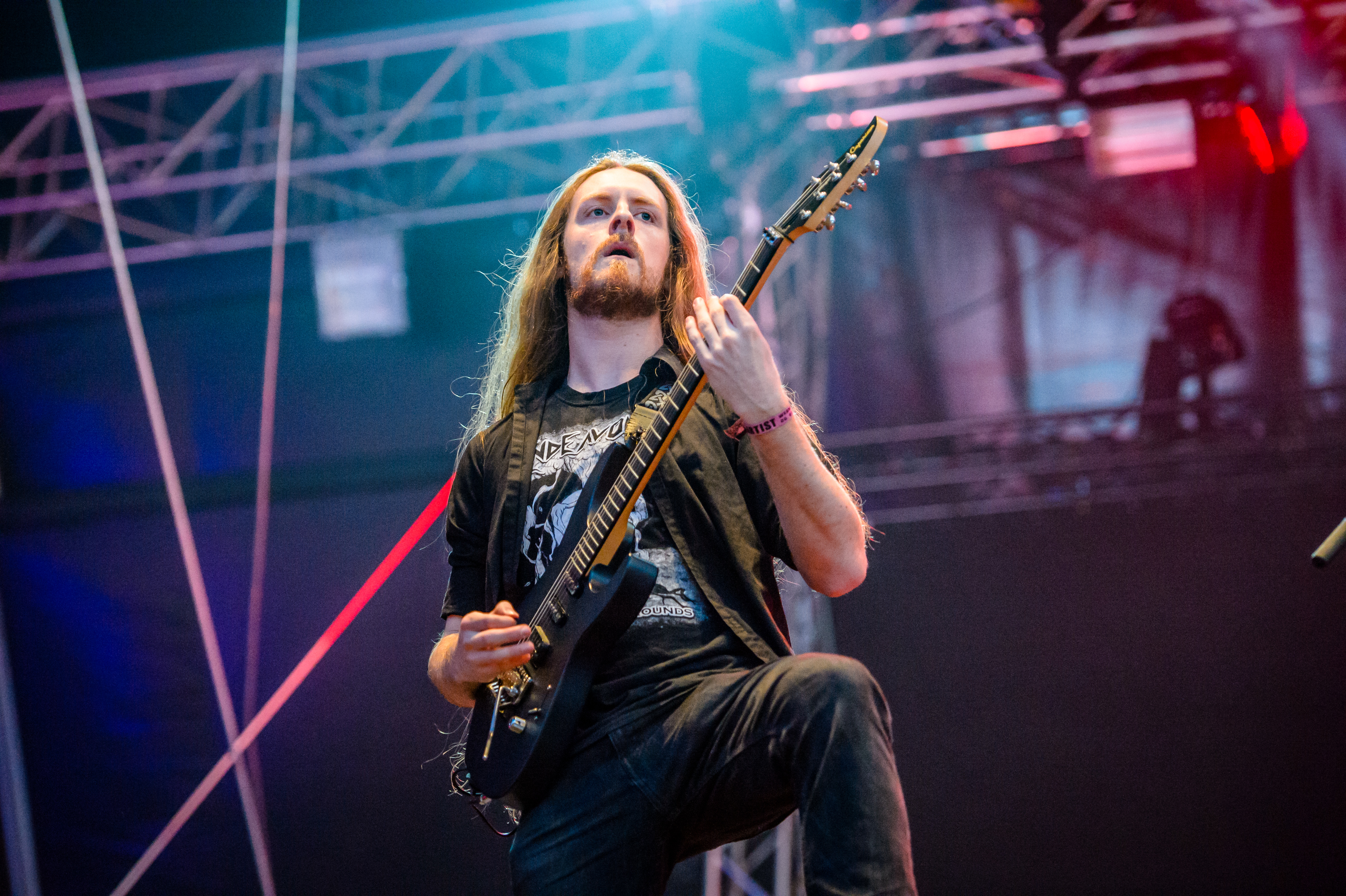
Ian Davies

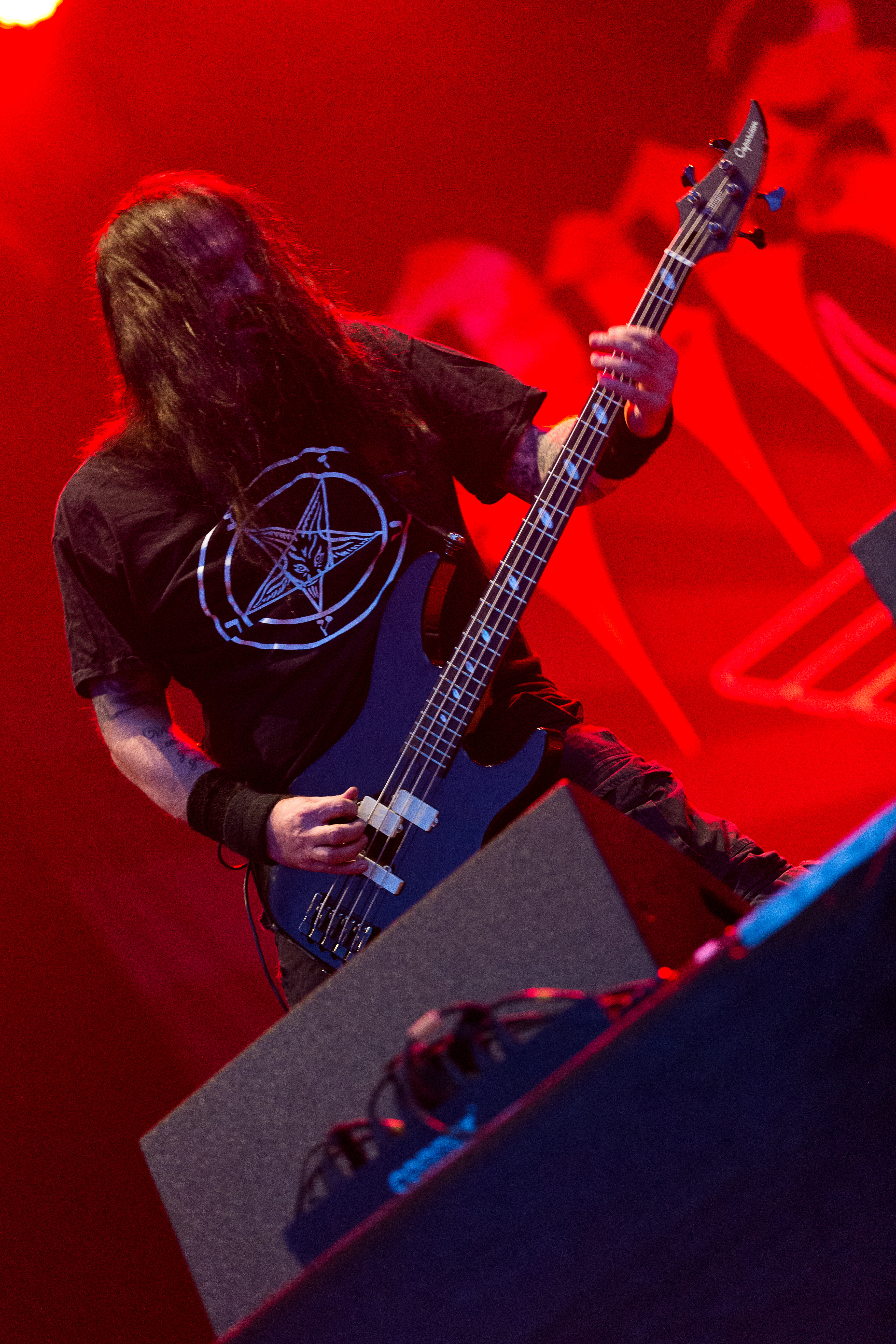
Jeff Williams

Nel 1984, Paul Mahoney e Jase Stallard sostituirono ben presto Roge Davies e Paul Davis.
La band iniziò così a scrivere pezzi molto più ispirati alle sonorità heavy metal a discapito del loro sound punk che li aveva caratterizzati fin dalle origini. La band è arrivata a questo cambiamento grazie all'influenza del nascente thrash metal che in quegli anni, grazie a band come Megadeth, Metallica, Slayer ed Anthrax, stava diventando uno dei generi più importanti e seguiti dell'ambito metal.
Nel 1985 la band firmò per la Children of the Revolution Records e poco dopo pubblicò il suo album di debutto: Power From Hell.
Il disco viene considerato da alcuni recensori fra i migliori lavori thrash metal dell'anno insieme ad Hell Awaits degli Slayer.
Per questo lavoro si ispirarono moltissimo a gruppi come i Venom.
Proprio come i Venom, la band scrisse principalmente testi ispirati a temi satanici ed occulti come ad esempio il brano Death Metal.

### The Force
Nel 1985, il cantante Sy Keeler si unì alla band prendendo così il posto di Paul Mahoney.
Mahoney rimase comunque nella band passando però al ruolo di bassista facendo così slittare al ruolo di secondo chitarrista il bassista Jase Stallard.
Durante i primi mesi del 1986, la nuova formazione iniziò, in uno studio di Londra, il lavoro di registrazione del loro secondo album, The Force.
L'album è stato pubblicato nella primavera dello stesso anno, attraverso l'etichetta Under One Flag.
L'album riscosse subito molto più successo rispetto al precedente Power From Hell, ed è stato presto considerato un classico del thrash metal da molti critici.
Iniziarono così un tour in supporto a Girlschool, Exciter ed Anthrax. Nel 1986, suonarono per la prima volta al Dynamo Festival davanti a più di 8.000 fan. Dopo aver fatto da spalla anche ai Motörhead il gruppo iniziò un suo un tour europeo. Paul Mahoney, lo stesso anno, a causa di problemi personali, lasciò la band e fu sostituito da James Hinder.

### In Search of Sanity
Jase Stallard dopo il cambiamento di strumento (da basso a chitarra) fu messo in seria discussione dalla band, e dopo poco tempo fu allontanato dal gruppo e fu chiamato al suo posto Rob Trotman. Con questa formazione iniziarono a scrivere materiale per il terzo album e poco dopo firmarono un contratto con la casa discografica London Records. A metà del 1988 la band iniziò la registrazione del materiale per il terzo album In Search of Sanity.
Dopo aver sentito il disco, l'etichetta discografica decise che la band aveva bisogno di un cantante più versatile ed aperto ad altri stili musicali.
Anche se il gruppo inizialmente si oppose a questa decisione, alla fine fu costretta a sostituire Keeler con Steve Grimmett, già conosciuto per la collaborazione con la band NWOBHM Grim Reaper. A causa di questi scontri, l'uscita dell'album fu ritardata fino all'estate del 1989.
Dopo il successo di The Force, e con un nuovo cantante, le aspettative per questo lavoro erano tante. Ci fu subito un buon successo commerciale infatti nella classifica nazionale del Regno Unito l'album raggiunse la posizione numero 36 nella classifica metal. Dopo l'uscita, la band iniziò un tour attraverso l'Europa come supporto agli Annihilator. In Search of Sanity aveva uno stile più tecnico e ragionato rispetto alla precedente release.
A causa di questo cambiamento stilistico, molti fan legati al thrash metal rimasero molto delusi contribuendo così alla scomparsa della band.

### Lo scioglimento
All'inizio del 1990, Steve Grimmett decise di lasciare la band per motivi personali e fu subito sostituito da Tony O'Hora.
La band decise quindi di scrivere e registrare un quarto album. La London Records però, decise di non rinnovare il loro contratto discografico, lasciando il gruppo senza un sostegno finanziario tale da poter proseguire con la pubblicazione del disco. Anche se la band cercò in tutti i modi di ottenere un accordo, gli fu sempre rifiutato e alla fine decisero di sciogliersi nel 1991.

### Reunion
Nel 2004, la band si riformò con la formazione storica: Sy Keeler, Nige Rockett, James Hinder e Steve Grice. In aggiunta arrivò il chitarrista Gallese Alan Jordan che in carriera aveva fatto parte dei Mirror Mirror. Con questa formazione scrissero il materiale per il quarto album della band, Killing Peace, iniziato nel 2005, e distribuito all'inizio del 2007. Il risultato è un disco che pur restando abbastanza lontano dai successi del passato ha avuto un discreto successo. James Hinder lasciò la band nel corso del 2007 ed anche Alan Jordan abbandonò il gruppo nel 2008. Hinder e Jordan furono quindi sostituiti rispettivamente da Jeff Williams e Andy Rosser-Davies.
Nel 2008 hanno pubblicato la raccolta Shadow of Death che contiene i loro maggiori successi dall'inizio della loro carriera.
L'anno successivo hanno pubblicato l'album dal vivo Live Damnation. Sono seguiti gli album Sounds of Violence (2011) e VI (2013).

## Formazione

### Formazione attuale
- Sy Keeler- voce (1985-1988, 2004-2020, 2025-oggi)
- Nige Rockett - chitarra (1983-1991, 2004-oggi)
- Jeff Williams - basso (2006-oggi)
- James Perry - batteria (2018-oggi)

### Ex componenti

#### Cantanti
- Jase Pope (1983)
- Roge Davies (1983)
- Paul Mahoney (1984-1985, bassista 1985-1986)
- Steve Grimmett (1988-1990)
- Tony O'Hora (1990-1991)
- Dave Garnett (2020-2025)

#### Bassisti
- Paul Hill (1983)
- Paul Davies (1983-1984)
- Jase Stallard (1984-1985, chitarrista 1985-1987)
- James Hinder (1987-1991, 2004-2006)

#### Chitarristi
- Rob Trotman (1987-1991)
- Alan Jordan (2004-2008)
- Andy Rosser-Davies - chitarra (2010-2018)
- Wayne Dorman - chitarra (2018-2025)

#### Batteristi
- Steve Grice - batteria (1982-1991, 2004-2011)
- Mic Hourihan - batteria (2010-2018)

## Discografia

### Album in studio
- 1985 - Power from Hell
- 1986 - The Force
- 1989 - In Search of Sanity
- 2007 - Killing Peace
- 2010 - Sounds of Violence
- 2013 - VI
- 2020 - Generation Antichrist

### Raccolte
- 2008 - Shadow of Death

### Album dal vivo
- 2009 - Live Damnation
- 2016 - Live at the Slaughterhouse

### Demo
- 1983 - First Demo
- 1983 - Second Demo
- 1983 - What Lies Ahead
- 1984 - 84 demo
- 1984 - 2nd 84 Demo
- 1984 - Foxhole
- 1984 - Hatred Towards the System

### Singoli
- 1987 - Let There Be Rock
- 1989 - Welcome to Dying
- 1989 - Shellshock
- 1989 - Let There Be Rock (Version 2)
- 2006 - Shadow of Death
- 2006 - Power From Hell / Angels of Death

## Videografia

### DVD
- 2007 - Live Polish Assault 2007